# حرکت اسلامی کردستان
حرکت اسلامی کردستان (به ترکی استانبولی: (HİK) Hereketa İslamiya Kurdistan) (به انگلیسی: Kurdistan Islamic Movement) جنبشی کرد (سنی) اسلامی در جنوب شرقی ترکیه بود. این جنبش در سال ۱۹۹۳ به رهبری سید مله عبدالله تأسیس شد. جنبش دیگر فعال نیست، در سال ۲۰۰۴ با سازمان CIK ادغام شد.